# Estêvão de la Garde
Estêvão de la Garde (em francês:  Étienne de la Garde) (La Garde ? - Avinhão, 19 de maio de 1361) foi um clérigo de origem francesa.

## Biografia
Arquidiácono de Beauvais. Capelão Papal. Eleito bispo de Lisboa em 22 de dezembro de 1344, pelo Papa Clemente VI quando se soube na Cúria, em Avinhão, que vagara a diocese de Lisboa, por morte do seu bispo, D. Vasco Martins de Alvelos. D. Estêvão de la Garde nunca foi a Portugal visitar a diocese em que se achava investido, antes governando-a por meio de vigários-gerais, até ser transferido para a diocese de Saintes, próxima a Bordéus, em 17 de maio de 1348. Promovido à sé metropolitana de Arles em 8 de janeiro de 1351; ocupou a sé até sua morte.
Foi legado papal em Itália, nas regiões da Lombardia, da Romagna e ainda no Reino de Nápoles; no consistório de 17 de dezembro de 1350, o Papa Clemente VI nomeou-o cardeal-presbítero de S. Martino em Monte Celio.